# AEC Regent V
L'AEC Regent V era un autobus a due piani con motore anteriore prodotto dalla Associated Equipment Company tra il 1954 e il 1969. Questo modello è stata l'ultimo realizzato della gamma di autobus a due piani Regent prodotti dalla AEC e venne realizzato quale successore dell'AEC Regent III.
Il Regent V manteneva il design frontale dei veicoli AEC con il tipico radiatore nascosto. Come motore veniva utilizzato o il motore AEC oppure il Gardner 6LW mentre la trasmissione era manuale sincronizzata o del tipo AEC Monocontrol semiautomatica o completamente automatica.
Venne acquistato da molti operatori di autobus sia in Gran Bretagna tranne che all'interno di Londra. In quel periodo la London Transport utilizzava esclusivamente l'AEC Routemaster.
Il telaio venne venduto in Portogallo, Irlanda, Sudafrica, Iran, Iraq e ad Hong Kong. La Kowloon Motor Bus, unico operatore ad impiegare i Regent V ad Hong Kong, ne ricevette negli anni '60 210 esemplari del tipo con passo allungato. La carrozzeria di questi mezzi aveva una lunghezza di 10 m (34 ft) rispetto ai 9,1 m (30 ft) di quella prodotta dalla British Aluminium Company o dalla Metal Sections per i Regent V venduti nel Regno Unito.
Nel 1968 il governo introdusse il Bus Grant con il quale iniziò il ritiro degli autobus a due piani con motore anteriore.
L'ultimo Regent V entrò in servizio nel 1969.